# Grupo Folclórico e Experimental Madera
O Grupo Folclórico e Experimental Madera, foi criado em 1977, no Bairro Marín, San Agustín del Sur em Caracas.
É considerado um dos representantes do movimento musical conhecido como "Nueva Canción Latinoamericana".
Inicialmente era integrado por Juan Ramón Castro, Felipe Rengifo, Jesús Quintero, Farides Mijares, Ricardo Quintero, Héctor Romero, Carlos Daniel Palácios, Lesvy Hernández, Ángel Silvera, Luís Orta, Alfredo Sanoja, Marcelo Hernández, Ricardo Orta, Míriam Orta, Nelly Ramos, Alejandrina Ramos, Nilda Ramos e Tibisay Ramos.
Em 18 de novembro de 1977, ocorreu a sua primeira apresentação na Casa Monagas.
Entre 1977 e 1978 se presentaram na Aula Magna da Universidade Central da Venezuela (UCV), no Teatro Municipal de Caracas, no Colégio Universitário de Los Teques (Estado de Miranda); na Prisão de El Junquito, no Município Libertador de Caracas; em praças públicas, em diferentes bairros populares da capital venezolana e em cidades do interior do país, como: Curiepe, Rio Chico, Sotillo, Ocumare del Tuy e La Guaíra.
Fizeram apresentações em conjunto com Alí Primera, e com grupos, como: Sonero Clásico del Caribe, Trabuco Venezolano e Los Papines.
Em 1979, participaram do documentário "El afinque de Marín", dirigido por Jacobo Penzo e Carlos Azpúrua, com duração de 24 minutos.
Em 15 agosto 1980, o barco no qual estavam afundou no Rio Orinoco, após sair de Zamariapo, no Estado Amazonas, causando a morte de 11 seus integrantes. Os sobreviventes: Carlos Daniel Palácios, Marcela Hernández, Míriam Orta, Nelly Ramos, José Rivero e Faride Mijares, deram continuidade às atividades do grupo.
Posteriormente o grupo se identificaria com o chavismo e comporia a canção: "¡Uh! ¡Ah! ¡Chávez no se va!"   .
Em março de 2013, foi assinado um convênio de cooperação e intercâmbio entre o Grupo Madera e o Sistema Nacional de Orquestras e Corais Infantis da Venezuela.

## Discografia
- "Grupo Madera - Madera TH";
- "Grupo Madera - Los tambores de Madera";
- "Grupo Madera - Madera Pa El Bailador (1995)";
- "Grupo Madera - Zumbadera Caracas Marseille";
- "Grupo Madera - Madera para el amor";
- "Grupo Madera - En Santiago de Cuba";
- "Grupo Madera - Cantos del pueblo";
- "Grupo Madera - En tiempos de Revolución Bolivariana"[7].